# سميرة دارنيدهاركا
سميرة دارنيدهاركا (من مواليد 27 فبراير 2007) هي لاعبة كريكيت للسيدات تلعب مع منتخب الإمارات العربية المتحدة للكريكت للسيدات. مثلت الإمارات العربية المتحدة في تصفيات كأس العالم T20 للسيدات 2022. إنها واحدة من أسرع لاعبي البولينج في لعبة الكريكت للسيدات في الإمارات العربية المتحدة.
في نوفمبر 2021، حققت أفضل أرقام البولينج في مسيرتها المهنية، مع إنجاز 4/5 ضد نيبال في تصفيات كأس العالم T20 للسيدات 2021 في آسيا.

## الحياة الشخصية
ألهمها والد دارنيدهاركا بلعب الكريكت. بدأت بلعب الكريكت منذ أن كانت في الخامسة من عمرها. لديها شقيقتان، واحدة توأم والأخرى أكبر منها. لعبت هي وشقيقتها التوأم لعبة الكريكت معًا، لكن الأخت التوأم توقفت عن اللعب لاحقًا بسبب متابعة اهتمامات أخرى. اللاعبين المفضلين لدارنيدهاركا هم جولان جوسوامي و نات سيفر.
درس دارنيدهاركا في مدرسة وينشستر، جبل علي في دبي. قالت إنها تفكر في العمل في مجال الطب، وهدفها النهائي هو تمثيل وطنها الهند.

## حياة مهنية
ظهرت دارنيدهاركا لأول مرة في بطولة توينتي الدولية النسائية للكريكت في سن الحادية عشرة، ضد تايلاند في 18 يناير 2019. كانت أصغر لاعبة كريكت دولية في وقت ظهورها الأول، وخامس أصغر لاعبة حاليًا. تم تقديمها لأول مرة من قبل شاماني سينيفيراتني.  في 28 نوفمبر 2021، حققت أول فوز لها، في لعبة البولينج بأرقام 4/5 ضد نيبال في تصفيات كأس العالم T20 للسيدات 2021 في آسيا. في عمر 14 عامًا و274 يومًا، كانت ثاني أصغر لاعبة بولينج تحصل على مسافة أربع ويكيت في لعبة الكريكت T20I للسيدات، بعد لاعبة الكريكت البنغلاديشية رابية خان في عام 2019 حصلت على إجازة من دراستها في السنة العاشرة للمشاركة في هذه البطولة.
في عام 2022، شاركت في أول تصفيات كأس العالم T20 للسيدات بالإضافة إلى أول كأس آسيا للسيدات على الإطلاق في الإمارات العربية المتحدة. في يناير 2023، شاركت في النسخة الافتتاحية لكأس العالم للسيدات تحت 19 عامًا T20 التي أقيمت في جنوب إفريقيا. حصلت على هاتريك في مباراة الإحماء ضد منتخب الولايات المتحدة الأمريكية للسيدات تحت 19 سنة، ولخصتها بأولى وأربعة ويكيت في النهاية. فازت بجائزة أفضل لاعب في المباراة الأولى لدولة الإمارات العربية المتحدة في البطولة، بتسجيلها 23 هدفاً والبولينج بأرقام 2/22 ضد اسكتلندا. سجلت 62 نقطة وحصلت على ستة ويكيت في البطولة.